# Coleosoma acutiventer
Coleosoma acutiventer es una especie de araña del género Coleosoma, familia Theridiidae, orden Araneae. La especie fue descrita científicamente por Keyserling en 1884.
La especie se mantiene activa durante todos los meses del año.

## Descripción
Mide aproximadamente 1,7-2,7 milímetros de longitud.

## Distribución
Se distribuye por México, Brasil, Estados Unidos, Guayana Francesa, Ecuador y Panamá.